# Ross Kemp
Pour les articles homonymes, voir Kemp.
Ross James Kemp, né le 21 juillet 1964 à Londres (quartier de Barking), est un acteur, écrivain et journaliste britannique qui a acquis une importante popularité en interprétant le rôle de Grant Mitchell dans le feuilleton télévisé EastEnders. Depuis 2006, il a reçu une reconnaissance internationale en tant que journaliste d'investigation pour sa série documentaire Ross Kemp au Cœur des Gangs.

## Carrière en tant qu'acteur

### Les débuts
Sa première apparition créditée à la télévision fut en 1986 lorsqu'il interpréta le rôle de Graham Lodsworth dans le soap opera Emmerdale Farm (devenu depuis Emmerdale) sur le réseau ITV. Il fit ensuite quelques apparitions dans les séries La Brigade du courage  et Birds of a Feather (en).
Il a également joué, toujours en 1986 dans un film nommé Playing Away aux côtés de Neil Morrissey.

### EastEnders
Son rôle le plus célèbre demeure celui du dur à cuire Grant Mitchell dans la série de la BBC EastEnders. Il y fit ses débuts en février 1990. Son personnage était alors souvent au cœur des intrigues.
Ross Kemp a annoncé son départ en avril 1999, sa dernière apparition dans la série étant survenue en octobre 1999 dans un épisode où son personnage déménageait au Brésil. Il refusa plusieurs fois de revenir sur sa décision et durant les années suivantes, plusieurs rumeurs affirmèrent qu'il allait récupérer son rôle. Finalement, au début de 2005, la BBC confirma que Kemp allait reprendre son rôle plus de 6 ans après. Il admis que c'est sa partenaire à l'écran, Barbara Windsor qui avait réussi à le convaincre. Son premier retour ne durant que quelques semaines, en 2005, mais l'année suivante, il apparut à l'écran pendant plus de 3 mois avant de repartir à nouveau en juin 2006. Les scénaristes ont laissé à l'intérieur du synopsis la possibilité d'un retour de son personnage. Kemp a gagné un BAFTA Award pour son interprétation de Grant.
En décembre 2008, Barbara Windsor, qui interprète la mère de Kemp à l'écran lui a publiquement demandé de reprendre le rôle de Grant. En septembre 2009, deux autres acteurs de la série, Steve McFadden (Phil) et Danniella Westbrook (Sam) ont également fait connaître leur désir de le voir revenir. En janvier 2011 Kemp a déclaré aux producteurs qu'il reviendrait au cours de l'année.

## Ultimate force
De 2003 à 2008, il interprète le rôle du Sergent Henry 'Henno' Garvie (Red Troop) dans la série Ultimate Force (Saisons 1 à 4).

## Journalisme d'investigation

### Ross Kemp au Cœur des Gangs
La série Ross Kemp au Cœur des Gangs qui a remporté un BAFTA awards en mai 2007 a été diffusée pour la première fois en 2006. On y voit des gangs et des officiers de police corrompus au Brésil, des gangs de Maori en Nouvelle-Zélande, des néo-nazis skinheads en Californie, des truands à Londres. Une seconde série de reportages va à la rencontre de néo-nazis en Russie, de Hooligans sévissant dans le milieu du football en Pologne, des gangs "Bloods" et "Crips" de la ville de St. Louis et de nombreux gangs en Afrique du Sud. 
L'émission est revenue avec de nouveau épisodes en septembre 2008, portant principalement sur le quartier de Compton en Californie.
Début 2007, Ross Kemp a publié un livre sobrement intitulé Ross Kemp. Gangs qui décrit ses expériences. Un second livre, Ross Kemp. Gangs 2 est sorti courant 2008.
La série documentaire a également fait l'objet d'une sortie en DVD.
Au début de 2009, Ross Kemp chez les gangs a commencé à être diffusé aux États-Unis sur le réseau Discovery Channel sous le nom de "Gang Nation."

### Ross Kemp en Afghanistan
Le 21 janvier 2008, le réseau SKY a programmé le premier épisode d'une série qui en compte cinq et portant le nom de Ross Kemp en Afghanistan. Dans cette dernière, Kemp suit le 1er bataillon de l'armée britannique durant son déploiement dans la province de Helmand entre mars et août 2007. Pour se préparer à cette expérience, le journaliste a participé à un programme militaire d'entrainement comprenant par exemple des techniques de self-defense ou encore la maniement du fusil d'assaut L85. Kemp se sent personnellement concerné par l'armée britannique, son père ayant justement servi dans le 1er bataillon, à Chypre. Il est depuis retourné en Afghanistan pour filmer une seconde série d'épisodes qui a commencé à être programmée sur Sky One le 1er février 2009 et qui s'intitule Le Retour de Ross Kemp en Afghanistan.

### Ross Kemp au Moyen-Orient
En janvier et février 2010, la chaîne SKY a diffusé un documentaire en deux parties sur la situation à Gaza et en Israël. Kemp est alors rentré en contact avec le Hamas. Il examine aussi dans le reportage les importations au marché noir qui s'effectuent de l'Égypte.

### Ross Kemp: Bataille pour l'Amazone
En avril 2010 a été diffusé le documentaire Ross Kemp: Bataille pour l'Amazone toujours sur Sky One. Kemp se déplace ici sur les rives de l'Amazone où il rencontre des éleveurs ainsi que des prospecteurs de pétrole, principaux responsables de la déforestation rapide de la région.

### Autres documentaires
Sky et Ross Kemp ont collaboré sur de nombreux autres documentaires comme Ross Kemp spéciale Kenya ou encore Ross Kemp à la recherche des pirates modernes.
Kemp a signé un nouveau contrat pour une durée de 2 ans avec Sky pour produire une douzaine d'heures de reportages qui devraient être diffusés jusqu'à juillet 2011.

## Vie personnelle
Sa mère Jean était coiffeuse et son père inspecteur en chef dans les forces de police. Le 11 juin 2002, Kemp a épousé Rebekah Wade, directrice de rédaction au Sun. Le magazine Private Eye a déclaré en février 2007 que le couple s'était séparé et en mars 2009, Kemp et Wade ont effectivement divorcé après que Kemp eut admis s'être livré à l'adultère.
En 2010, Kemp a apporté son soutien au Parti travailliste, en appelant les votants à élire « ceux qui se soucient de chacun et non pas seulement de quelques privilégiés ». En octobre 2010, son ex-partenaire Nicola Coleman a donné naissance à son fils, Oliver Coleman.